# Estopa
Gli Estopa sono un duo, proveniente da Cornellà de Llobregat, Spagna, molto popolare in Spagna. La band è formata dai fratelli José e David Muñoz. Il genere di questa band non è facilmente definibile, in quanto loro cantano una miscela di generi diversi tra cui: rock, rumba, flamenco e il "sonido callejero"(letteralmente: la "musica randagia"). La band, come risposta alle difficoltà di categorizzare la loro musica, ha risposto: "A noi non piace essere facilmente categorizzabili". Questa band è simile, sotto alcuni aspetti, alla band Los Chichos, una band spagnola di rumba, popolare negli anni '70.
La famosa band ha anche fatto una piccola apparizione nel film spagnolo Planta 4°.

## Storia della band
José Muñoz, è nato il 13 novembre 1978 e David Muñoz è nato il 10 gennaio 1976. Sono due fratelli nati a Cornellà de Llobregat, alla periferia di Barcellona in Spagna. I due fratelli crebbero ascoltando la musica dei Los Chichos, dei Los Chunguitos e dei Bordón 4 nei loro viaggi con i loro parenti da Cornellà a Zarza-Capilla, nella provincia di Badajoz, dove loro abitavano.
Non appena crebbero, José e David frequentarono la scuola per un po' di tempo prima di decidere che questa non era fatta per loro. Quindi lasciati gli studi, iniziarono a lavorare in un'industria per la produzione di componenti automobilistici affiliata alla SEAT. Questo è anche il luogo dove ebbero l'idea per il nome della loro band: infatti deriva dal modo in cui i loro capi riunivano il personale, "Dale Estopa a la máquina". Fu in questa fabbrica che iniziarono a comporre le loro prime semplici canzoni e a suonare nei bar locali.
Dopo aver suonato per il capo della BMG Music España, agli Estopa fu concesso un accordo di registrazione per le loro canzoni. Così iniziò la loro ascesa al successo che fu veramente rapida.
Il loro primo album, "Estopa", cominciò ad essere distribuito a partire dal 19 ottobre 1999, e una delle canzoni contenute nell'album, "La Raja de Tu Falda", divenne talmente famosa da diventare la hit del momento e un classico degli Estopa. Altre canzoni come: "Tu Calorro", "Suma y Sigue" e "El Del Medio De Los Chichos" (un'ode ai Los Chichos), sono anche rimaste i brani preferiti dei fan.
Gli Estopa seguirono il lancio di "Estopa" con il loro album successivo, "Destrangis", nel 2001, che vendette 250 000 copie nelle prime due settimane. L'album portò moltissimi nuovi fan e questo aprì le porte per gli Estopa al loro tour in America Latina. I fratelli Muñoz in seguito pubblicarono un secondo "Destrangis" che includeva tre bonus track con registrazioni dal vivo. Quest'album fu intitolato "Más Destrangis" (Più Destrangis).
Dopo un paio d'anni, nel 2004, pubblicarono il loro quarto album, "¿La Calle Es Tuya?"(La strada è tua?). Nonostante non ebbe lo stesso successo di "Estopa" o di "Destrangis", i due brani "Fuente de Energía" e "Apagón" divennero molto amati dai fan.
Nel 2005, la band pubblicò l'album "Voces de Ultrarumba". Il disco includeva molte delle canzoni che gli Estopa avevano scritto anni prima, ma che non riuscirono ad incidere nel disco a causa del problema della capacità di ogni disco. Una particolare popolarità fu raggiunta dalle canzoni "No Quiero Verla Más" e "Malabares".
Hanno lavorato anche al loro nuovo album, intitolato "Allenrok" (dal nome della loro città natale, Cornellá, letta al contrario e con la sostituzione della "k" al posto della "c"), pubblicato in Spagna il 26 febbraio 2010. Hanno anche lavorato al video musicale della canzone "Lunes" tratta dall'album "Voces De Ultrarumba".

## Membri

### José Muñoz
José Muñoz è il fratello minore, nato nel 1978. All'interno della band suona la chitarra. José non è sposato.

### David Muñoz
David Muñoz è il fratello maggiore, nato nel 1976. È il cantante della band, qualche volta suona la chitarra. Generalmente è il più estroverso dei due, e ama leggere. È sposato ed ha un figlio.

## Discografia
- 1999 - Estopa
- 2001 - Destrangis
- 2002 - Más Destrangis
- 2004 - ¿La calle es tuya?
- 2005 - Voces de ultrarumba
- 2008 - Allenrok
- 2009 - Estopa X Anniversarivm
- 2011 - Estopa 2.0
- 2015 - Rumba de lo desconocido
- 2019 - Fuego